# 透光の樹
『透光の樹』（とうこうのき）は、2004年10月30日公開の日本映画。1999年度の谷崎潤一郎賞を受賞した髙樹のぶ子の原作の映画化である。

## ストーリー
石川県鶴来町（現白山市）を舞台にした恋愛ドラマ。映像制作会社の社長の今井郷は、25年前の面影を残した千桐と愛人契約を交わす。

## キャスト
- 山崎千桐：秋吉久美子[1]（高校生時代：古賀美智子）

刀鍛冶・山崎火峯の娘。
- 今井郷：永島敏行

映像制作会社の社長。
- 山崎火峯：高橋昌也（若い頃：鷲生功）
- 松子：吉行和子
- 今井麻子：戸田恵子
- 大学教授：森山周一郎
- 千桐の元夫：平田満
- 山崎眉：仲村瑠璃亜（中学生）、唯野未歩子[2]（成人）
- タレントの卵・江美：沢木まゆみ
- ポスターの女：さくら[3]
- 眉の夫：松岡俊介
- 眉の娘：渡邉ひかる
- 今井一樹：益谷和真
- 寿司屋の親方：寺田農[4]
- 熊谷プロデューサー：うじきつよし[4]
- 釣り仲間：田山涼成
- 岩田ディレクター：大高洋夫
- 編集マン：マギー
- 芸能プロ社長：ガダルカナル・タカ
- 若い医者：千葉哲也
- タクシー運転手：十貫寺梅軒、中田敦夫

## スタッフ
- 監督：根岸吉太郎
- 原作：髙樹のぶ子『透光の樹』
- 脚本：田中陽造[5]
- 音楽：日野皓正、石井彰
- 撮影：川上皓市
- 録音：阿部茂
- 美術：小川富美夫
- 衣装デザイン：小川久美子
- 題字：三代目徳田八十吉
- 音響効果：伊藤進一
- ロケ協力：金沢フィルムコミッション、鶴来町　ほか
- 現像：東京現像所
- スタジオ：日活撮影所
- ラインプロデューサー：川崎隆、増田悟司
- 製作者：朝野勇次郎
- プロデューサー：岡田裕
- 製作プロダクション：スタッフ東京、イマージュ、アルゴピクチャーズ
- 製作：東洋コンツェルン
- 配給：シネカノン
- 上映時間：121分

## 萩原健一降板と事件
撮影当初、今井郷役は萩原健一だったが、途中降板となった。降板の理由は、萩原が求めた本読みとリハーサルを秋吉久美子がイヤがり、監督の根岸もスタッフも、女優を説得できなかったことが主因だった。この降板により、製作側は萩原に前払いした出演料の半額を返還するように求めたが、萩原は「一方的に降板させられた」として返還を拒否し、また出演料全額の支払いを要求した。そして2004年6月、萩原は酒と睡眠薬で泥酔状態でプロデューサーの岡田裕に電話をかけ、伝言を留守番電話に入れた。
萩原健一自身が著書で認めている通り、彼は2005年2月に恐喝未遂容疑で逮捕され、6月に東京地裁で懲役1年6か月・執行猶予3年の有罪判決を受けた。

## 関連書籍
- 『シナリオ』2004年10月号 - 本作品のシナリオなど掲載。